# Hala Widowiskowo-Sportowa w Koszalinie
Hala Widowiskowo-Sportowa w Koszalinie (HWS Koszalin) – hala typu widowiskowo-sportowego otwarta w 2012 roku w Koszalinie. Swoje mecze rozgrywają w niej piłkarki ręczne Młynów Stoisław Koszalin, piłkarze ręczni E.Link Gwardii Koszalin oraz koszykarze MKKS Żak Koszalin. W przeszłości w obiekcie występowali również koszykarze AZS Koszalin.

## Dane

### Podstawowe informacje
- Powierzchnia całkowita parkietu 1957 m²
- Powierzchnia zabudowy: 5649 m²
- Kubatura: ok. 97 000 m³
- Szerokość: 71,22 m
- Długość: 98 m
- Wysokość: 19 m
- Parkiet przy rozłożonych trybunach: 46,5x28m
- Parkiet przy złożonych trybunach 51,5x38m

### Parking
- Łączna liczba miejsc parkingowych: 300 miejsc
- Miejsca dla autobusów: 8 miejsc
- Miejsca dla osób niepełnosprawnych: 13

### Wnętrze
- Arena: 45x24 m
- Wysokość od parkietu do sufitu: 11,5 m
- Ekrany diodowe: 4,48x2,40 m

### Trybuny
- Trybuny stałe: 2 242 miejsc
- Trybuny rozkładane: 758 miejsc
- Miejsca dla osób niepełnosprawnych: 15 miejsc
- Możliwość dostawienia krzesełek: 1 000 miejsc

### Inne pomieszczenia
- Sala treningowa: ponad 120 m²
- Siłownia: 150 m²
- Sala ćwiczeń: 75 m²
- Sala fitness: ponad 160 m²